# Lang Ping
Lang Ping (chinesisch 郎平; * 10. Dezember 1960 in Peking, Volksrepublik China) ist eine ehemalige chinesische Volleyballspielerin und -trainerin.
Lang Ping spielte in der chinesischen Nationalmannschaft als Außenangreiferin („Iron Hammer“) und gewann bei den Olympischen Spielen 1984 in Los Angeles die Goldmedaille. Sie wurde 1981 Weltpokalsieger in Japan und 1982 Weltmeister in Peru. 1985 wurde sie erneut Weltpokalsieger in Japan und 1990 Vizeweltmeister in China.
In ihrer Trainerkarriere gewann Lang Ping mit der chinesischen Nationalmannschaft bei den Olympischen Spielen 1996 in Atlanta die Silbermedaille und wurde 1998 Vizeweltmeister in Japan. Als Coach von Volley Modena wurde sie im Jahr 2000 italienischer Meister. Mit der US-amerikanischen Nationalmannschaft holte Lang Ping bei den Olympischen Spielen 2008 in ihrer Heimatstadt Peking die Silbermedaille. Seit 2013 trainiert sie erneut die chinesische Frauen-Nationalmannschaft. 2016 gewann sie mit den chinesischen Frauen olympisches Gold in Rio de Janeiro.
2020 veröffentlichte Joan Chen die Dokumentation The Iron Hammer Langs Karriere und Leben.
2002 wurde Lang Ping in die „Volleyball Hall of Fame“ aufgenommen.